# فرودگاه آکسفورد لندن

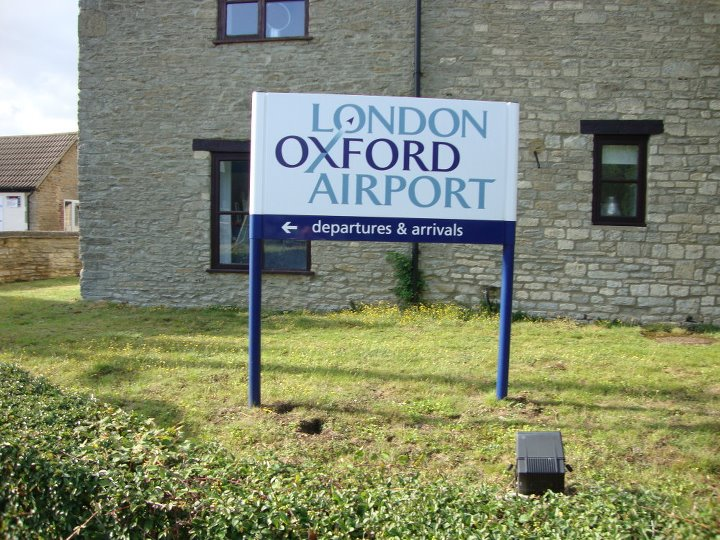
London Oxford Airport

فرودگاه آکسفورد لندن (به انگلیسی: London Oxford Airport) یک فرودگاه خصوصی با کد یاتا OXF و ایکائو EGTK است که یک باند فرود آسفالت دارد. طول باند آن ۱۵۵۲ متر است. این فرودگاه در کشور انگلستان قرار دارد و در ارتفاع ۸۲ متری از سطح دریا واقع شده‌است.

## تاریخچه
این فرودگاه در اصل در سال ۱۹۳۵ توسط شورای شهر آکسفورد تأسیس شد.

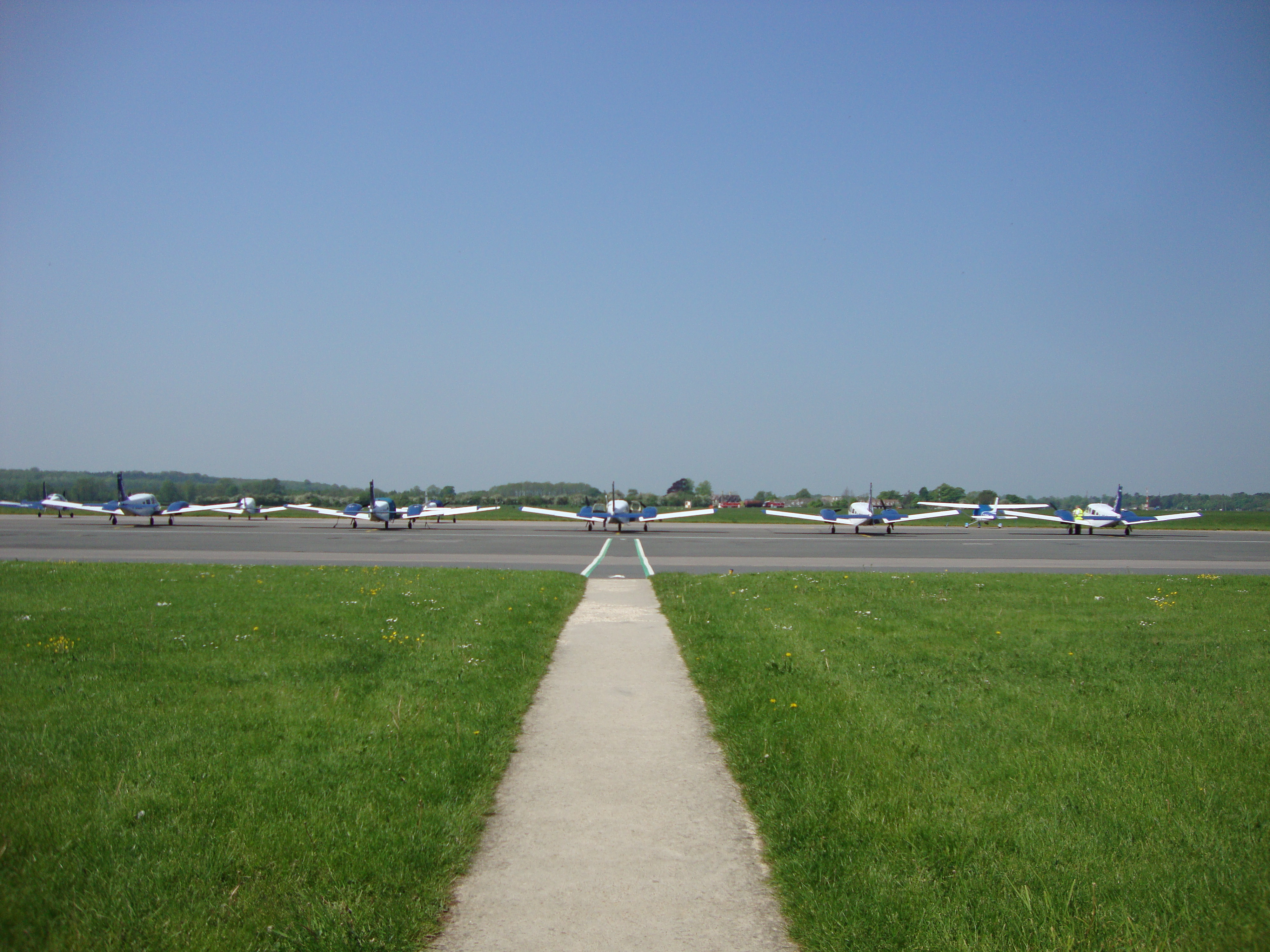
The Main Apron uses by Oxford Aviation Academy.

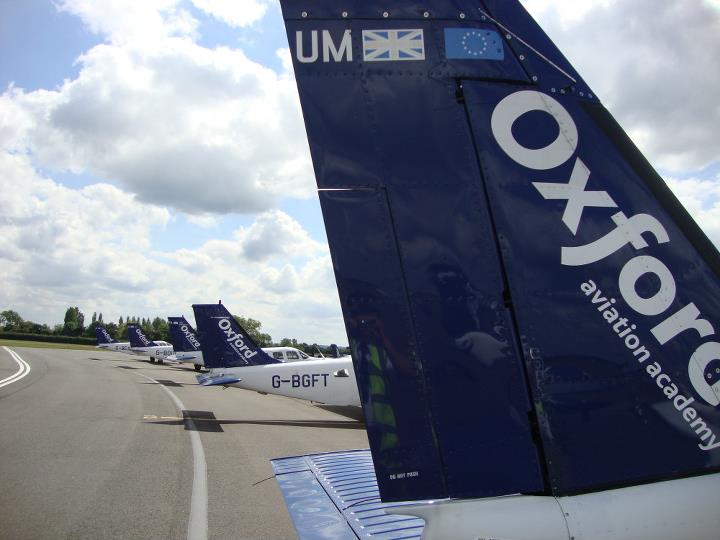
Oxford Aviation Academy Airplanes in the apron at فرودگاه آکسفورد لندن